# Разборчивый жених
«Разборчивый жених» — художественный фильм кинорежиссёра Сергея Микаэляна, снятый в 1993 году. Премьера фильма состоялась в сентябре 1993 года, телевизионная премьера состоялась по 1-му каналу Останкино 7 января 1995 года.

## Сюжет
Заведующий детсадом Дмитрий (Александр Лыков) развёлся с женой и теперь занят поисками идеальной женщины. Его друзья Андрей (Александр Блок) и Гоша (Сергей Выборнов) предлагают ему свои варианты, но по разным причинам всё постоянно срывается. Наконец, на одной рабочей вечеринке, Дима, своей умной речью о любви и жизни, привлекает внимание Кати (Юлия Меньшова). Дима провожает Катю, заходит к ней домой и там они договариваются встретиться завтра. Но на следующий день Катя не приходит на встречу. Дима просит случайно проходящую девушку Вету (Анна Матюхина) позвонить Кате, представившись её подругой. Выясняется, что Катя помирилась со своим парнем, но согласна на прощанье встретиться с Димой и объясниться. Однако на встрече Катя заявляет Диме о своём желании прийти завтра к нему и остаться навсегда. Но этого не происходит. С помощью Веты Дима узнаёт, что Катя собралась замуж. Но она сама звонит Диме и на встрече просит его поухаживать недолго за её прабабушкой (Татьяна Чокой), так как сама собралась со своим молодым супругом в Италию, заниматься бизнесом.
Дима хочет забыть Катю и снова обращается за помощью к Вете. А тут ещё друзья Димы организуют для него круиз в Италию, с заездом и остановкой в Неаполе, где живёт Катя с мужем. Вета советует Диме поехать, так как считает, что после этой поездки Дима всё сам поймёт и забудет Катю.
В Неаполе, при помощи своего друга Андрея, Дима встречается с Катей. На такси они едут к морю и там занимаются любовью. Катя решает плыть на теплоходе в Россию с Димой, чтобы быть вместе и, в который раз, не приходит к отплытию.
Приехав домой, Дима встречает там Вету и говорит ей, что всё получилось, он забыл Катю и теперь спокоен.
Друзья снова находят вариант — теперь это многодетная мать из села. Но, как обычно, из этой затеи ничего не получается.
К Диме приходит Вета и говорит, что решила его сделать отцом своего будущего ребёнка. Всё происходит. Наутро Вета говорит, что ей будет жаль расстаться, Дима же, в свою очередь, предлагает ей пожениться. Они расстаются до вечера, Дима даёт Вете ключ от квартиры. Но неожиданно приезжает Катя с большими чемоданами и бросается на Диму. К вечеру приходит Вета, но окончательного объяснения не происходит. Дима говорит, что они обе ему дороги, что он сейчас уйдёт, дав им возможность всё решить, планируя потом узнать их решение. Придя домой, Дима слышит, что Катя и Вета пришли к необычному выводу: чтобы всем было хорошо, они будут вместе, втроём.
Далее показывается жизнь Димы на две семьи. Сначала он решает хозяйственные дела в доме с Ветой, далее идёт заниматься любовью с Катей. Но авторы фильма показывают и второй, более реальный вариант окончания этой истории: Дима возвращается в пустую квартиру — обе его возлюбленные ушли. И перед картиной с изображением Афродиты он говорит: «Я всё равно тебя найду».

## В ролях
- Александр Лыков — Дима (Дмитрий Александрович)
- Юлия Меньшова — Катя
- Анна Матюхина — Вета (Виолетта)
- Александр Блок — Андрей
- Сергей Выборнов — Гоша
- Татьяна Чокой — Полина Васильевна, прабабушка Кати
- Ольга Самошина — Лидия Петровна
- Марина Солопченко — поэтесса
- Ирина Лазарева — Тоня
- Ирина Сабанова — Зина
- Любовь Тищенко — воспитательница
- Валентин Букин

## Съёмочная группа
- Сценарий Сергея Микаэляна при участии Александра Васинского
- Режиссёр-постановщик — Сергей Микаэлян
- Оператор-постановщик — Эдуард Розовский
- Художник-постановщик — Борис Бурмистров
- Композитор — Юрий Лоза